# Dersca
Dersca é uma comuna romena localizada no distrito de Botoşani, na região de Moldávia . A comuna possui uma área de 38.57 km² e sua população era de 3216 habitantes segundo o censo de 2007.